# Elmer elefant
Elmer elefant (engelska: Elmer Elephant) är en amerikansk animerad kortfilm från 1936. Filmen ingår i Silly Symphonies-serien.

## Handling
Elefanten Elmer är förtjust i sin vän Tillie Tiger och kommer till hennes födelsedagsfest för att uppvakta henne. Problemet är dock att några av gästerna på festen gör sig lustiga över att han har snabel. Senare börjar Tillies hus att brinna, och tack vare Elmer kan denne använda sin snabel som vattenslang och rädda Tillie.

## Om filmen
Huvudrollen Elmer elefant förekom också i serietidningen Silly Symphonies.
Filmen har givits ut på DVD, bland annat som bonusmaterial till 2001 års DVD-utgåva till Disneys långfilm Dumbo.

### Svenska visningar
Filmen hade svensk premiär den 10 augusti 1936 på biografen Spegeln i Stockholm. Samma dag hade även en annan Disney-kortfilm svensk premiär; Tre små kissar.
Filmen har haft flera svenska titlar genom åren. Vid biopremiären 1936 gick den under titeln Elmer elefant. Alternativa titlar till filmen är Elefanten Elmer och Elefantungen Elmer.

## Rollista
- Bernice Hansen – Tillie Tiger
- Pinto Colvig – giraffen Joe
- Clarence Nash – flodhästen Joey[9]